# Catulliaria njalae
Catulliaria njalae är en insektsart som beskrevs av Frederick Arthur Godfrey Muir 1931. Catulliaria njalae ingår i släktet Catulliaria och familjen Tropiduchidae. Inga underarter finns listade i Catalogue of Life.